# Großgörschen

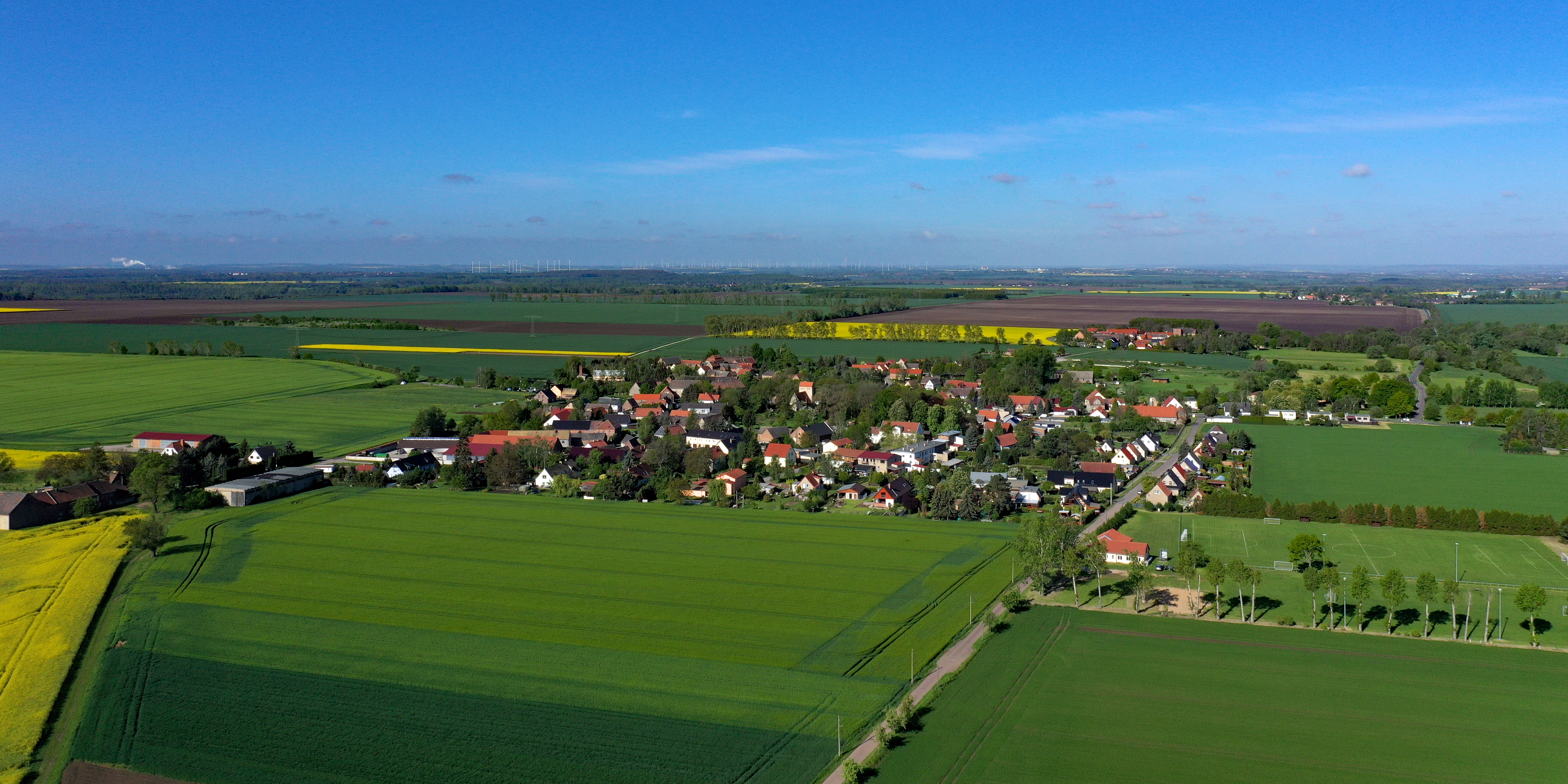
Luftbild

Großgörschen ist ein Ortsteil der Stadt Lützen im Burgenlandkreis in Sachsen-Anhalt.

## Geografie
Großgörschen liegt ca. 6 km südöstlich von Lützen zwischen Leipzig und Weißenfels sowie zwischen den Tagebaugebieten von Zwenkau und Profen und ist nicht zu verwechseln mit dem Ort Görschen in der Gemeinde Mertendorf. Umgeben ist die Gemeinde Großgörschen mit ihren vier Ortsteilen von landwirtschaftlich genutzten Flächen. Die östliche Gemeindegrenze ist gleichzeitig die Grenze zu Sachsen.
Die Ortsteile der ehemaligen Gemeinde sind (in der Reihenfolge ihrer Größe)
- Großgörschen
- Kleingörschen (am 20. Juli 1950 nach Großgörschen eingemeindet)
- Rahna (am 20. Juli 1950 nach Großgörschen eingemeindet)
- Kaja (am 20. Juli 1950 nach Großgörschen eingemeindet)

## Geschichte

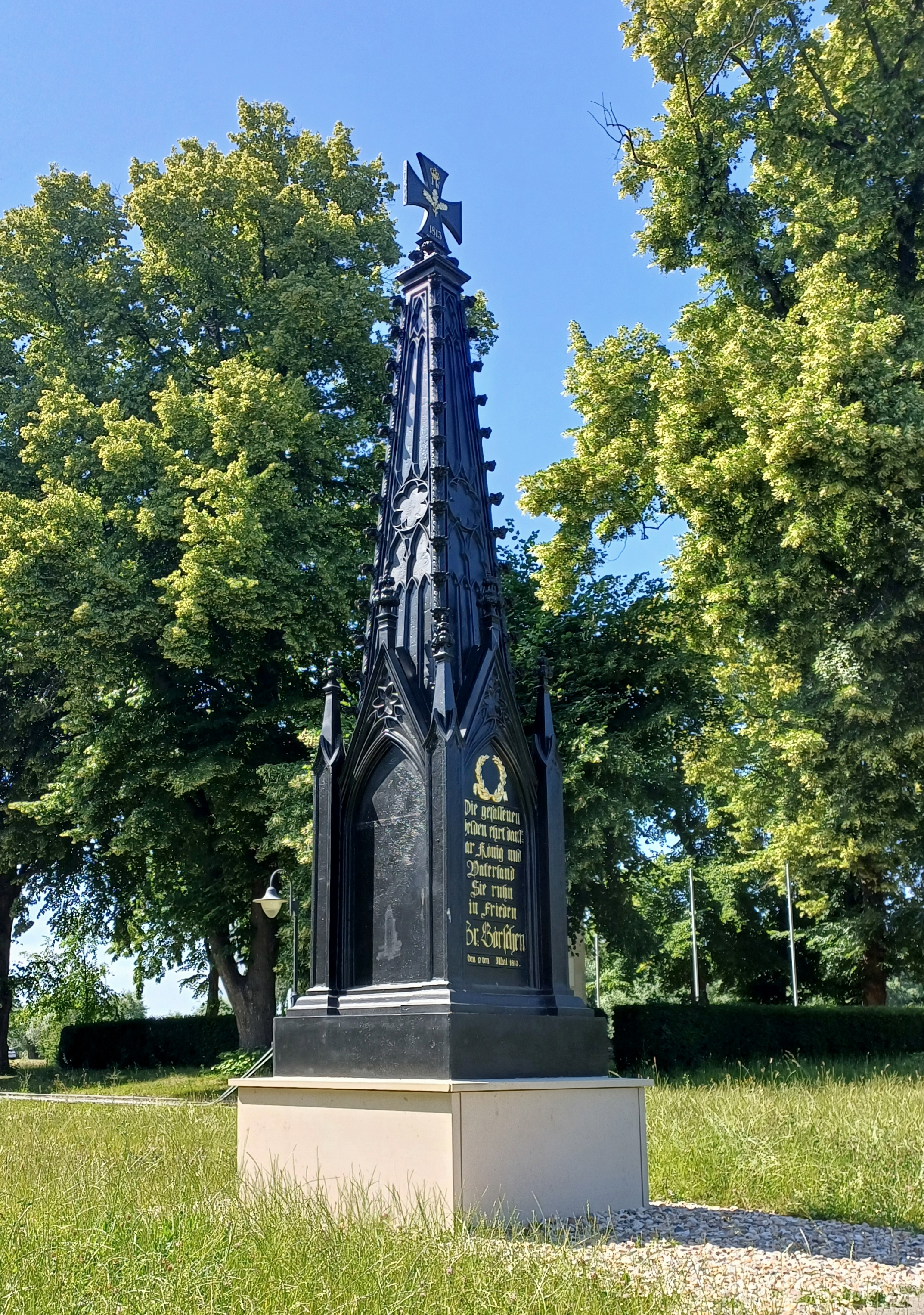
Schinkel-Pyramide zur Erinnerung an die Schlacht bei Großgörschen

Die zu Großgörschen gehörenden Gemeindeteile sind slawische Gründungen aus der Zeit um das Jahr 600. Die älteste urkundliche Erwähnung geht auf das Jahr 1277 zurück. Damals verkaufte der Wettiner Markgraf Dietrich von Landsberg dem Bischof des Hochstifts Merseburg Friedrich I. von Torgau den Gerichtsstuhl Eisdorf mitsamt allen hinzugehörenden Orten für 300 Mark Silber. Unter den insgesamt dreißig Orten werden auch Görschen, Rahna und Kaja genannt. In der Folgezeit gehörten Großgörschen, Kleingörschen, Kaja und Rahna bis 1815 zum hochstift-merseburgischen Amt Lützen, das seit 1561 unter kursächsischer Hoheit stand und zwischen 1656/57 und 1738 zum Sekundogenitur-Fürstentum Sachsen-Merseburg gehörte. Im 15. Jahrhundert wurde der zur Festung gebaute Wachturm („Gorsenburg“) um ein Kirchenschiff erweitert und zu einem zunächst katholischen Gotteshaus umfunktioniert. 1542 wurde der erste evangelische Gottesdienst in Großgörschen gefeiert. 
Seit Mitte des 12. Jahrhunderts war die als Edelfreie zugezogene Familie von Görschen die prägende Familie Großgörschens und der Nachbarorte, die als Besitzer der alten Ritterburg/Gorsenburg und als Lehnsherren bis etwa 1736 in dieser Gegend ansässig und tätig war. Beginnend  mit Conradus de Gorsene, der im Jahr 1186 als Vasall des Hochstiftes erwähnt wird, hat sich die Familie nach dem Ort benannt.
In der Schlacht bei Großgörschen fanden am 2. Mai 1813 die ersten Kampfhandlungen der Befreiungskriege gegen Napoleon statt. Durch die Beschlüsse des Wiener Kongresses kamen die vier Orte mit dem Westteil des Amts Lützen im Jahr 1815 zu Preußen. Sie wurden 1816 dem Kreis Merseburg im Regierungsbezirk Merseburg der Provinz Sachsen zugeteilt. Im Zuge der ersten Kreisreform in der DDR wurde der Ort am 15. Juni 1950 in den Kreis Weißenfels umgegliedert. Am 15. Juli 1950 wurden Kleingörschen, Kaja und Rahna nach Großgörschen eingemeindet. Mit der zweiten Kreisreform 1952 kam Großgörschen zum Kreis Weißenfels im Bezirk Halle, der 1990 wieder zum Landkreis Weißenfels wurde und im Jahr 2007 im Burgenlandkreis aufging.
Am 1. Januar 2010 schlossen sich die bis dahin selbstständigen Gemeinden Großgörschen, Muschwitz, Poserna, Rippach und Starsiedel mit der Stadt Lützen zur neuen Stadt Lützen zusammen.

## Infrastruktur

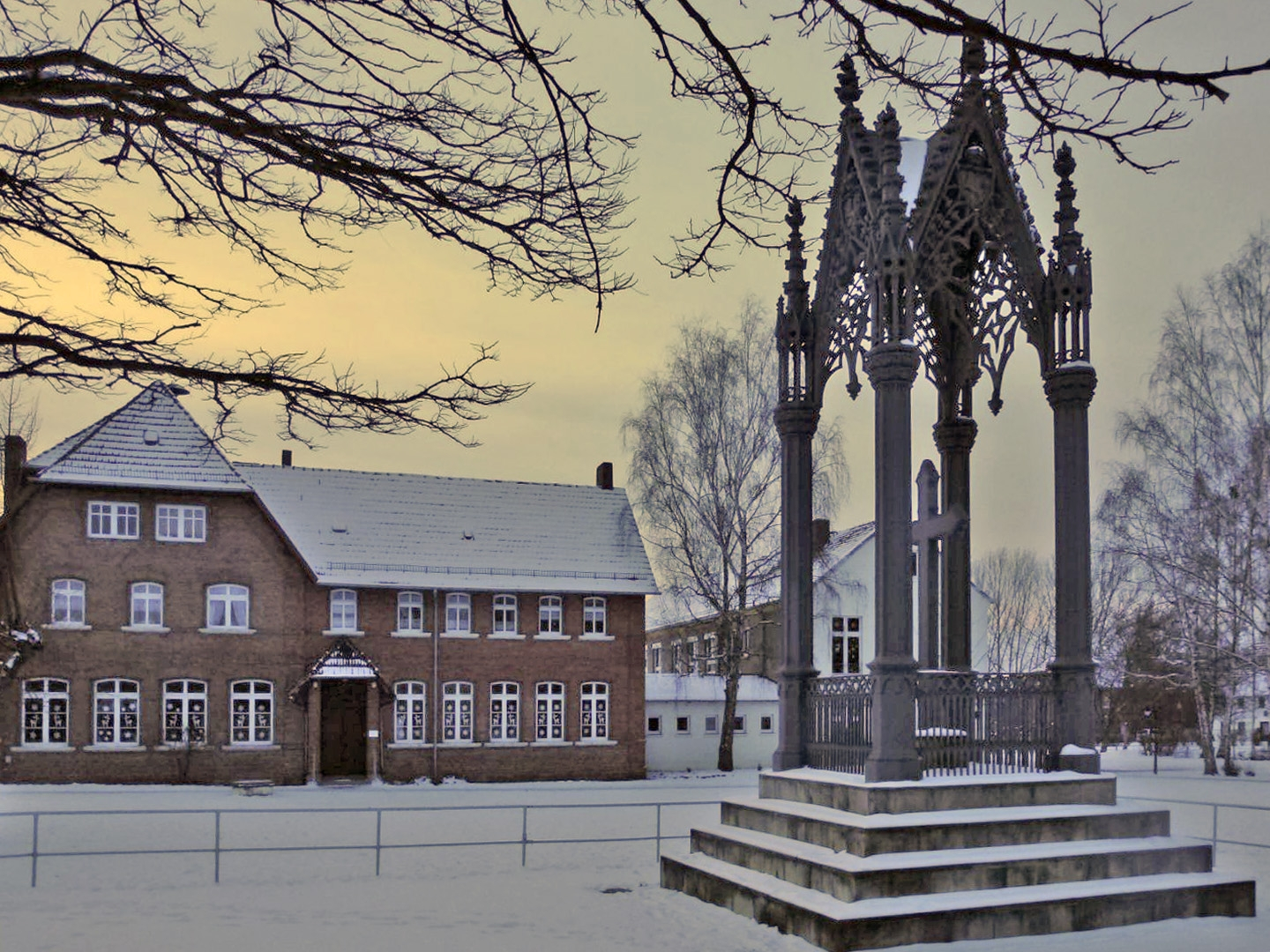
Scharnhorstschule und Backsteinbau des Hortes, davor das Denkmal für Prinz Leopold von Hessen-Homburg

### Verkehr
Nördlich von Großgörschen verläuft die Bundesautobahn 38. Bis zur nächsten Autobahnanschlussstelle (Lützen) sind es rund sechs Kilometer.

### Schule
Die Scharnhorstschule ist eine Grundschule mit einem sich daneben befindenden Hort.

## Sehenswürdigkeiten

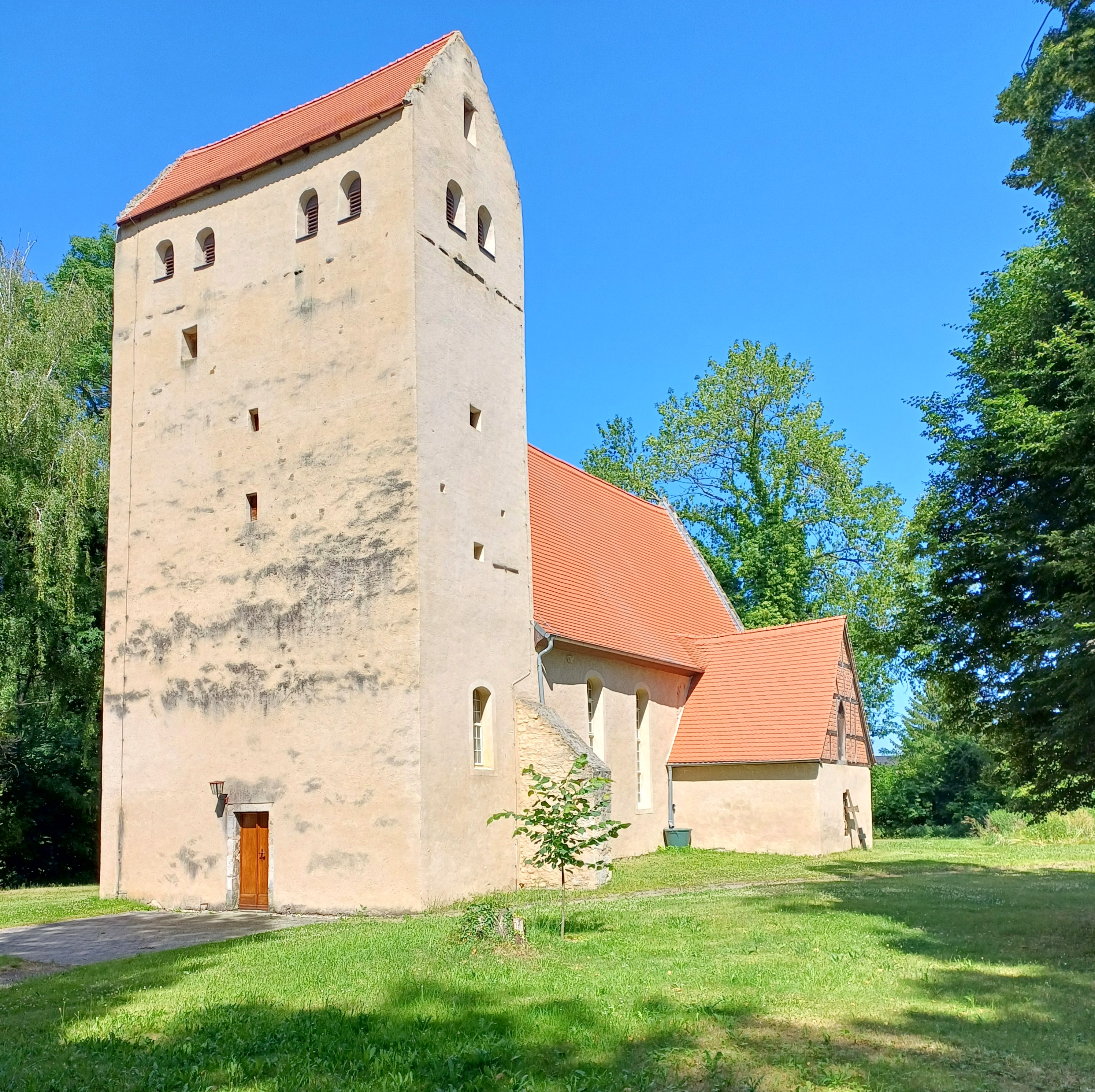
Die Kirche in Großgörschen

### Dorfkirche
Die Kirche ist eine einschiffige Saalkirche mit gerade geschlossenem Chor und einem viergeschossigen, mittschiffsbreiten, querrechteckigen Westturm mit Satteldach und rundbogigen Schallöffnungen im Glockengeschoss. Überwiegend stammt das Bauwerk aus dem 12./13. Jahrhundert, Veränderungen wurden im 15. Jahrhundert vorgenommen. An der Nord- und Südseite des Schiffs sind vermauerte Rundbogenpforten erhalten. Die Dreifenstergruppe des Chors wurde spätgotisch verändert.
Im Innern ist das Bauwerk flachgedeckt, das Turmerdgeschoss öffnet sich in hohem Spitzbogen zum Schiff. In der nördlichen Chorwand ist eine spätgotische Sakramentsnische mit eisenbeschlagener Tür eingelassen. Die Sakristei auf der Südseite trägt einen für die Region seltenen Fachwerkgiebel, das Innere ist kreuzrippengewölbt.

### Museum und weitere Bauwerke
Sehenswert ist das Dorfmuseum, dort ist unter anderem ein Diorama mit einer Miniatur der Schlacht bei Großgörschen (Mai 1813) zu sehen. Von dem Monarchenhügel im Süden des Ortes haben der Zar Alexander I. und der preußische König Friedrich Wilhelm III. diese Schlacht beobachtet. 
Im Osten Großgörschens steht eine Bockwindmühle aus dem 18. Jahrhundert.
Weiterhin sehenswert sind die Denkmäler der Schlacht bei Großgörschen 1813.